# Shiyu
Shiyu (gelegentlich auch Zhiyu) ist der Name einer archäologischen und paläoanthropologischen Fundstätte im Freiland am westlichen Rand des Nihewan-Beckens im Norden der Volksrepublik China (Provinz Shanxi), rund 15 Kilometer nordwestlich der Stadt Shuozhou. Sie liegt, umgeben von 1500 bis 2000 Meter hohen Bergen, im Quellgebiet des Sanggan He, auf 1235 Metern Höhe über dem Meeresspiegel am Rande eines Taleinschnitts im Bereich des Pediments. Benannt wurde die Fundstätte nach einem gleichnamigen Dorf in ihrer Nähe. Entdeckt wurden rund 45.000 Jahre alte Funde aus dem frühen Jungpaläolithikum.

## Funde
Die erste Ausgrabung in Shiyu fand bereits 1963 statt, ungefähr 25 bis 30 Meter oberhalb des heutigen Flüsschens Shiyu, geleitet von Jia Lanpo (Institut für Wirbeltierpaläontologie und Paläoanthropologie der Chinesischen Akademie der Wissenschaften, IVPP), einem der angesehensten chinesischen Paläoanthropologen. Abgetragen wurden damals in einer 50-tägigen Grabungskampagne mehr als 70 Kubikmeter Erde, geborgen wurden rund 15.000 Steinwerkzeuge und Abschläge, tausende Säugetier-Knochen, rund 5000 Zähne und Zahnfragmente von Säugetieren sowie ein hominines Fossil, das Hinterhauptbein eines anatomisch modernen Menschen (Homo sapiens). Nur ein kleiner Teil der Funde (750 Artefakte und 150 Knochen und Zähne) wurde im IVPP in Peking archiviert, die übrigen Funde blieben in der Region und gingen – vermutlich im Verlauf der Kulturrevolution – verloren, darunter auch das hominine Hinterhauptbein.
Erst 2013 wurden die Arbeiten an der Fundstätte wieder aufgenommen, mit dem Ziel, die Anfang der 1970er-Jahre beschriebene Stratigraphie des Geländes zu überprüfen und Bodenproben zu entnehmen, um mit Hilfe moderner Methoden das Alter der Schichten zu datieren, aus denen die Werkzeuge und Knochen geborgen worden waren. Tatsächlich wurden sieben in der Fundstätte verbliebene Knochen entdeckt und radiokarbon datiert, ebenso wie drei im IVPP archivierte Knochen mit Schnittspuren. Diese zehn Datierungen ergaben für die Fundschicht ein Alter zwischen 54.300 und 42.300 Jahren (Cal BP), also von rund 45.000 Jahren. Zusätzlich wurden Gesteinsproben mit Hilfe der optisch stimulierten Lumineszenz (OSL) datiert, das Ergebnis lautete: 42.900 ± 3.000 bis 42.700 ± 3.000 Jahre. Bestätigt wurde die Plausibilität dieser Altersbestimmung durch die ebenfalls per OSL datierte Schicht unterhalb (50.800 ± 5.600 Jahre) und eine weitere oberhalb (38.500 ± 3.200) der Fundschicht.
Die Artefakte und Knochenfunde stammen folglich aus dem frühen Jungpaläolithikum und sind der 2024 publizierten Datierung zufolge die ältesten, am weitesten östlich gelegenen Belege für die Anwesenheit des anatomisch modernen Menschen in Ostasien. In einer vor Jahrzehnten veröffentlichten Datierung war dem homininen Fossil, das als „Shiyu-Mensch“ (Zhiyuren) bezeichnet wurde, ein Alter von nur ca. 28.000 Jahren zugeschrieben worden.
Die Knochenfunde wurden folgenden Tieren zugeordnet: Wollnashorn, Przewalski-Pferd, Asiatischer Esel, Asiatischer Büffel, Auerochse, Rothirsch, Kropfgazelle, Tibetgazelle, Tüpfelhyäne, Tiger, Myospalax spec. und Megaloceros spec.
Eine Besonderheit unter den im IVPP erhalten gebliebenen Artefakten sind vier Steinwerkzeuge, die aus Obsidian hergestellt wurden. Für dieses Gestein ist weder ein lokales Vorkommen bekannt, noch wurden bislang Obsidian-Werkzeuge aus anderen Fundstätten im Gebiet des Nihewan-Beckens nachgewiesen. Eines dieser Werkzeuge stammt den Analysen zufolge aus dem Changbai-Gebirge, das ungefähr 800 Kilometer nordöstlich von Shiyu liegt; die drei anderen Werkzeuge entstammen einem Obsidian-Vorkommen in der Region Krasnojarsk in Sibirien, rund 1000 Kilometer nordöstlich von Shiyu. Diese Funde wurden als Beleg dafür interpretiert, dass es vor 45.000 Jahren entweder Gruppen von Jägern und Sammlern gab, die hunderte Kilometer durchwanderten, oder dass es damals bereits Netzwerke für den Fernaustausch zwischen solchen Gruppen gab.

## Belege
1. ↑  Shi-Xia Yang et al.: Initial Upper Palaeolithic material culture by 45,000 years ago at Shiyu in northern China. In: Nature Ecology & Evolution. Online-Veröffentlichung vom 18. Januar 2024, doi:10.1038/s41559-023-02294-4.
2. ↑  Jia Lanpo et al.: The report of excavation at Shiyu site in Shanxi Province. In: Acta Archaeologica Sinica. Band 1, 1972, S. 39–58.
3. ↑  Supplementary Information B.: The Shiyu site.
4. ↑  Cihai („Meer der Wörter“), Shanghai cishu chubanshe, Shanghai 2002, S. 2200c., ISBN 7-5326-0839-5.

Koordinaten: 39° 24′ 19,5″ N, 112° 20′ 48,6″ O